# Gran Duc Nicolau Mikhàïlovitx de Rússia
El Gran Duc Nicolau Mikhàïlovitx de Rússia (en rus: Великий князь Никола́й Миха́йлович), (26 d'abril de 1859 – 28 de gener de 1919) va ser el fill gran del Gran Duc Miquel Nikolàievitx de Rússia i un cosí germà d'Alexandre III.
Va ser un eminent historiador, va contribuir a l'estudi de la història de Rússia durant el regnat del Tsar Alexandre I de Rússia. Les seves obres, publicades en rus i en francès,inclouen documents diplomàtics del Tsar Alexandre I i Napoleó I; una biografia de, Paul Strogonov; i estudis biogràfics sobre Alexandre I i la seva esposa Elizabeth Alexeievna.
Políticament era liberal, va evolucionar cap al que ell en deia "republicanisme autoritari". Va ser membre de l'Académie française, Doctor honorari de Filosofia i Història de la Universitat Humboldt, Doctor honorari de la Universitat de Moscou, i President de la Societat Geogràfica Russa i de la societat de Pomologia.
Per les seves idees polítiques reformistes, va caure en desgràcia durant la darrera part del regnat del tsar Nicolau II. Després de la caiguda de la monarquia russa s'exilià a Vologda. Va ser empresonat pels bolxevics i executat als afores de la fortalesa de Sant Pere i Sant Pau de Petrograd.